# Seznam tvrzí ve Zlínském kraji
Seznam tvrzí nacházejících se ve Zlínském kraji, seřazených podle abecedy:

## B
- Bystřice pod Lopeníkem (Ordějov) okres Uherské Hradiště

## Č
- Částkov okres Uherské Hradiště

## D
- Dobrotice  okres Kroměříž

## H
- Hluk okres Uherské Hradiště

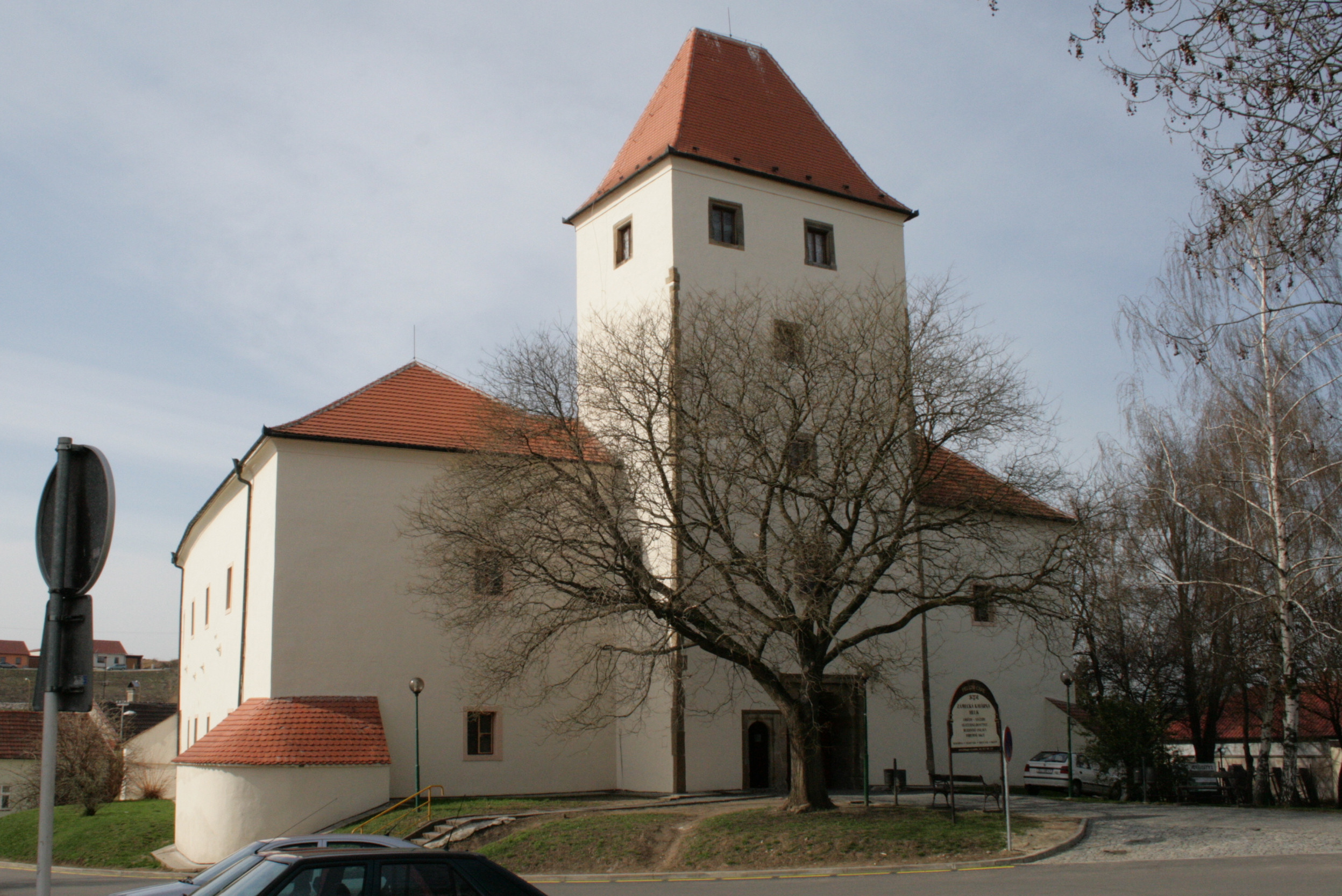
Tvrz Hluk

- Horní Hrádek okres Uherské Hradiště
- Horní Němčí Hřádek okres Uherské Hradiště
- Hradišťko Skalka okres Vsetín

## Ch
- Chvalčov Šabac  okres Kroměříž
- Chvalnov okres Kroměříž

## K
- Količín okres Kroměříž
- Komárno okres Kroměříž
- Kurovice okres Kroměříž

## L
- Libosváry Na valech okres Kroměříž
- Lísky okres Kroměříž
- Loukov okres Kroměříž
- Lužkovice okres Zlín

## N
- Napajedla okres Zlín
- Nětčice  okres Kroměříž

## O
- Opatovice okres Kroměříž
- Osvětimany okres Uherské Hradiště

## P
- Panský dům okres Uherské Hradiště
- Perná okres Vsetín
- Počenice (horní tvrz) okres Kroměříž
- Počenice (dolní tvrz) okres Kroměříž
- Podolí okres Vsetín
- Postoupky okres Kroměříž
- Prasklice Kříby okres Kroměříž
- Prusinovice Zámčisko okres Kroměříž
- Pržno okres Vsetín
- Příluky okres Vsetín

## R

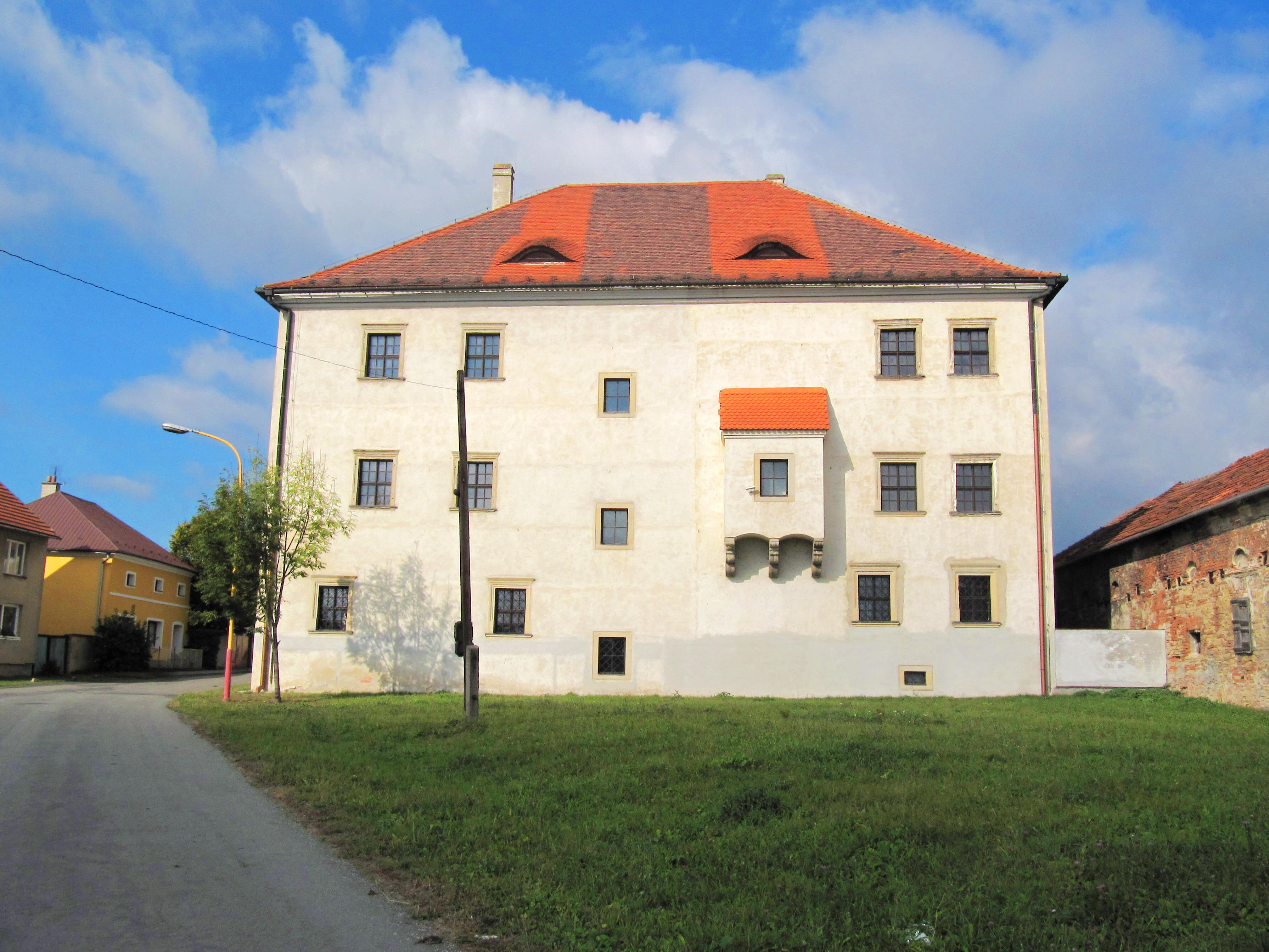
Tvrz Rymice

- Tvrz Rymice okres Kroměříž

## S
- Slavkov pod Hostýnem okres Kroměříž
- Svárov okres Kroměříž

## Š
- Šarovy okres Uherské Hradiště

## T
- Tlumačov okres Zlín
- Troubky okres Kroměříž

## U
- Újezd Hradištěk okres Zlín

## V
- Vlachovice Hradištěk okres Zlín
- Vlachovice Kaštýl okres Zlín

## Z
- Zámčisko okres Kroměříž
- Záříčí okres Kroměříž
- Zástřizly okres Kroměříž